# Papúa Nueva Guinea en los Juegos Paralímpicos de Nueva York y Stoke Mandeville 1984
Papúa Nueva Guinea estuvo representada en los Juegos Paralímpicos de Nueva York y Stoke Mandeville 1984 por cuatro deportistas masculinos. El equipo paralímpico papú no obtuvo ninguna medalla en estos Juegos.